# الغسانية
الغسانية هي بلدة تقع في منطقة جبل عامل في جنوب لبنان. ترتفع عن سطح البحر حوالي 300 م إلى 350 م، وتبعد عن العاصمة بيروت حوالي 65 كيلومترا.  تتبع إداريًا قضاء صيدا في محافظة الجنوب.